# Dimitrije T. Leko
Dimitrije "Mita" T. Leko (en serbe cyrillique : Димитрије Т. Леко, né le 22 janvier 1863 à Belgrade et mort le 24 septembre 1914 à Kragujevac), est un architecte et un urbaniste serbe.

## Biographie
Dimitrije T. Leko appartenait à une famille belgradoise connue ; son frère, Marko Leko (en), fut un chimiste célèbre en son temps.
Leko passa la plus grande partie de sa jeunesse en dehors de la Serbie. Il termina ses études secondaires à Winterthour, avant d'étudier l'architecture à Zurich, Aix-la-Chapelle et Munich. De retour à Belgrade à la fin du XIXe siècle, il tenta d'adapter l'urbanisme contemporain de l'Europe occidentale à la capitale serbe.
Dimitrije T. Leko est enterré dans le nouveau cimetière de Belgrade, avec les chimistes Aleksandar Leko et Marko Leko, l'architecte Dimitrije M. Leko et le médecin Toma Leko.

## Réalisations

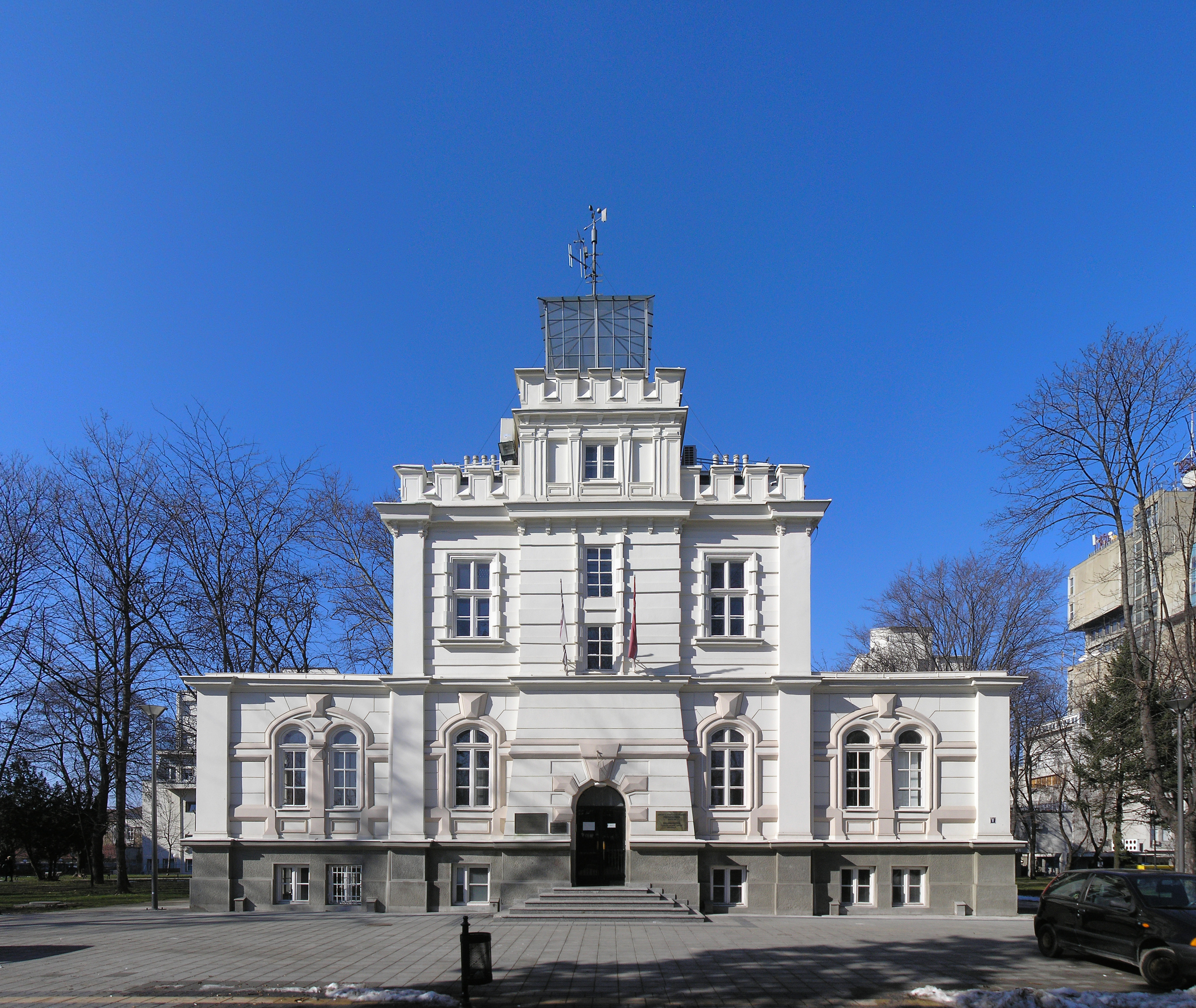
L'observatoire météorologique de Belgrade

Dimitrije T. Leko a construit l'observatoire météorologique de Belgrade en 1891, aujourd'hui inscrit sur la liste des monuments culturels de grande importance de la république de Serbie, et la Maison de la famille Vučo, sur la place de Slavija en 1893, maison qui est devenue le premier restaurant McDonald's d'Europe de l'Est en 1988. Il a également construit la Nouvelle académie militaire de la rue Nemanjina en 1899, qui abrite aujourd'hui le Musée de la Ville de Belgrade, Le palais d'Athènes sur la place Terazije en 1902, les écoles de la rue Makenzijeva et Gavrila Principa, ainsi que de nombreux autres bâtiments et villas,. Parmi ses réalisations les plus célèbres figure la chapelle qui abrite aujourd'hui la Ćele kula, la « Tour des crânes » à Niš.

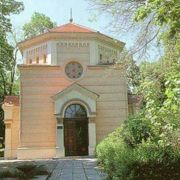
La chapelle de Ćele kula

Plusieurs de ses œuvres ont été financées par Đorđe Vučo, l'un des plus riches marchands belgradois de la fin du XIXe siècle ; parmi ces réalisations figure la maison Vučo sur la Save, construite en 1908 et caractéristique de l'Art nouveau ; cette maison est inscrite sur la liste des biens culturels de la ville de Belgrade. Leko a également remporté plusieurs concours : pour la réhabilitation de la place de Terazije, pour le Petit Kalemegdan et pour la ville de Skopje. Néanmoins, ces projets n'ont jamais été complètement réalisées.

## Le critique
Leko était un critique virulent du développement urbain de Belgrade et, à cause de ses jugements, il fut souvent qualifié de provocateur et de révolutionnaire. En revanche, certains problèmes qu'il soulevait à propos de la réhabilitation de la Terrasse de Terazije et des rives de la Save restent toujours d'actualité.

## Hommage
Une rue du faubourg belgradois de Borča porte le nom de Dimitrije T. Leko.